# Nanostrangalia modicata
Nanostrangalia modicata är en skalbaggsart som beskrevs av Holzschuh 2008. Nanostrangalia modicata ingår i släktet Nanostrangalia och familjen långhorningar. Inga underarter finns listade i Catalogue of Life.